# 14+: Продолжение
«14+: Продолжение» — российская мелодрама Андрея Зайцева. Премьера состоялась 11 мая 2023 года.

## Сюжет
Фильм расскажет о становлении молодого парня, который задаётся вопросами о чувствах к родным и близким, а также собственной жизни. С момента событий первого фильма прошло несколько лет. Лёша и его друзья - уже не подростки, а сильные молодые мужчины. Лёша не может забыть отношения со своей первой любовью Викой, но в то же время попадает в целый водоворот событий. Его мать, желая всеми силами избежать призыва сына в армию, пристраивает его в педагогический институт. Однако такая учёба главному герою в тягость и вскоре из ВУЗа он уходит сам после конфликта с преподавателем. Мама его в гневе и ужасе принимает такие новости и после этого просит помочь уклониться от призыва её старого знакомого, работника военкомата Валерия, после недолгих уговоров он соглашается и озвучивает Лёше что именно нужно делать и говорить, чтобы комиссия признала его негодным. Однако Лёша настроен противоположным образом. Вместе со своими друзьями он хочет идти служить и вопреки всем рекомендациям и уговорам проходит комиссию и попадает в категорию Б. Параллельно с этим он неожиданно встречает юную девушку Настю, подрабатывающую курьером, у которой один из пассажиров автобуса неожиданно крадёт телефон прямо из рук. Лёша задерживается и помогает Насте сначала с поиском телефона, а затем и с прочими её делами, постепенно понимая, что влюбился. Сблизившись, молодые люди проводят ночь вместе (и во многом по желанию Насти), после чего их точно также, как и в концовке прошлого фильма застаёт мама Лёши. Однако Настя в отличие от Вики производит на маму Лёши весьма позитивное впечатление. Лёша уезжает служить срочную службу, его провожает вся его семья вместе и с его отцом, который давно с ним не общался. Настя говорит ему, что позаботится о том, чтобы с его матерью и его домом всё было в порядке.

## В ролях
| Актёр             | Роль                                                                                            |
| ----------------- | ----------------------------------------------------------------------------------------------- |
| Глеб Калюжный     | Лёша Васин                                                                                      |
| Ольга Озоллапиня  | мама Лёши, Людмила Ивановна Васина                                                              |
| Сергей Пинчук     | отец Лёши                                                                                       |
| Полина Гухман     | Анастасия «Настя» Соловьёва, «Дружище»                                                          |
| Ульяна Васькович  | Вика                                                                                            |
| Ксения Пахомова   | Подруга Вики                                                                                    |
| Даниил Пикула     | Витёк                                                                                           |
| Владимир Гарцунов | Дрон                                                                                            |
| Дмитрий Блохин    | Валерий Ювенальевич Хороший («Дядя Валера») — сотрудник военкомата, майор ВС РФ                 |
| Анна Рудь         | Тётя Света                                                                                      |
| Алексей Филимонов | Волков — лейтенант полиции. Сотрудник ППС. Бывший хулиган. Старый знакомый Лёши.                |
| Сергей Габриэлян  | Лысенко «Лысый» — младший сержант полиции. Сотрудник ППС. Бывший хулиган. Старый знакомый Лёши. |
| Александр Кононец | Сергей «Серый» — сержант полиции. Сотрудник ППС. Бывший хулиган. Старый знакомый Лёши.          |

## Отзывы и оценки
Фильм получил отрицательные отзывы в прессе. О нём писали: «внятного и своевременного высказывания у Зайцева не получилось» (Time Out), «значительно уступает ленте „14+“ в искренности, обаянии, таланте» («Труд»), «ситуации надуманные и нелепые, история состоит из притянутых за уши совпадений и ходульных допущений» (Кино Mail.ru).